# Nedre Grundsel
Nedre Grundsel är en by i Piteå kommun utefter Lillpiteälven. 
Första kända bosättningen noterades runt 1880. Under 1890-talet byggdes här en folkskola för behovet i Nedre Grundsel och de närliggande byarna Tällträsk, Kaptensviken, Svallfors och Klockarträsk. Undervisningen delades terminsvis mellan Grundsel och Tällträsk och upphörde helt 1952. Byn fick snart tillägget "Nedre" för att särskilja den från det relativt närliggande Grundsel i Älvsbyns kommun. Under 1930- och 1940-talet var byn som störst och hade då åtta fastigheter med bofast befolkning, yrkesverksamma i skolan eller som jord- och skogsbrukare.
För närvarande (2023) har byn endast en fastighet med åretruntboende; övriga fastigheter är fritidshus eller ödegårdar.